# Meisenburg (Renningen)
Die Meisenburg, auch Maisenburg genannt, ist eine abgegangene Höhenburg am steilen Nordwesthang des Schlossbergs nordöstlich von Renningen im Landkreis Böblingen in Baden-Württemberg. 

## Geschichte
Die Entstehungs- und Bestandszeit der Anlage kann auf Grundlage des lückenhaften Quellenstandes nur vermutet werden:
Ein Adelsgeschlecht von Malmsheim ist im 11. sowie im 13. und 14. Jahrhundert urkundlich fassbar. Als mögliche Besitzer der Meisenburg gelten in der Literatur ebenso die Niederadligen Maiser, welche im 14. Jahrhundert mit Sitz und Besitz in Malmsheim belegt sind. Angehörige des Geschlechts werden zum Teil als „von Malmsheim“ genannt.
Die Meisenburg ist möglicherweise identisch mit der Wassenburg. Burg und Burgsiedlung Wassenbach sind im 13. und 14. Jahrhundert belegt. Besitzer waren die Adligen von Höfingen und ab 1319 die Grafen von Württemberg. 
Im 16. Jahrhundert findet sich der Flurname Meisenburg. Um 1600 ist eine Ruine auf der Karte Chorographia Wirtembergici von Georg Gadner dargestellt.
Über die Meisenburg handeln verschiedene regionale Spukgeschichten.

## Beschreibung

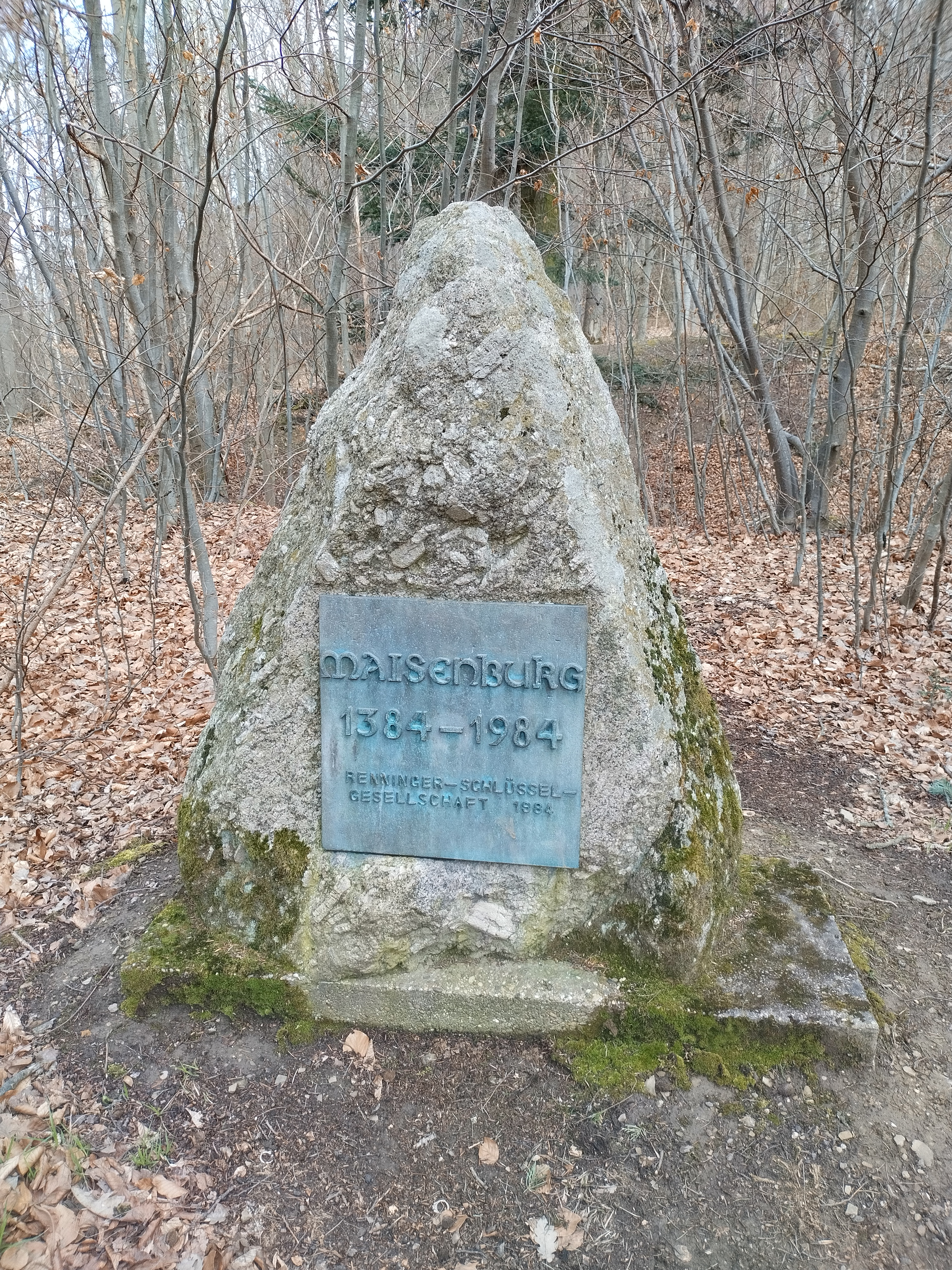
Gedenkstein auf den Burgplatz

Von der Burganlage ist der Burghügel mit einem Durchmesser von 30 mal 26 m mit dem umlaufenden Grabenring mit bis zu 5 m Tiefe erhalten. Nordwesten bis Südwesten ist ein vorgelagerter niedriger Wall erkennbar. Das lokale Messtischblatt von 1901 zeigt die Wall-und-Graben-Strukturen. Auf dem Burghügel steht ein Gedenkstein von 1984.

## Belege
1. ↑  Maisenburg-Wüstung bei Leo-bw.d
2. ↑  Hans-Martin Maurer: Renningen und Malmsheim im Mittelalter. In: Ingo Stork, Hans-Martin Maurer, Volker Trugenberger, Roland Müller, Friedrich Kühbauch, Harald Müller (Hrsg.): Renningen und Malmsheim. Eine Stadt und ihre Geschichte. Wegra, Stuttgart 1991, S. 48–51.
3. ↑  Rainer Schreg: Dorfgenese in Südwestdeutschland. Das Renninger becken im Mittelalter. Konrad Theiss, Stuttgart 2006, S. 89.
4. ↑  Hans-Martin Maurer: Renningen und Malmsheim im Mittelalter. In: Ino Stork, Hans-Martin Maurer, Volker Trugenberger, Roland Müller, Friedrich Kühbauch, Harald Müller (Hrsg.): Renningen und Malmsheim. Eine Stadt und ihre Geschichte. Wegra, Stuttgart 1991, S. 53.
5. ↑  Rainer Schreg: Dorfgenese in Südwestdeutschlang. Das Renninger Becken im Mittelalter. Konrad Theiss, Stuttgart 2006, S. 506.
6. ↑  Rainer Schreg: Dorfgenese in Südwestdeutschland. Das Renninger Becken im Mittelalter. Konrad Theiss, Stuttgart 2006, S. 506.
7. ↑  Emil Höschke: Chronik von Renningen. Renningen 2010, S. 77–79 (renningen.de [PDF]).